# The Hand That Feeds
«The Hand That Feeds» es una canción del grupo musical estadounidense de rock industrial Nine Inch Nails, lanzado como sencillo principal para el álbum de estudio With Teeth (2005). Es, hasta la fecha, el único sencillo del grupo Nine Inch Nails que quedó en los primeros diez en la lista de sencillos del Reino Unido y en los Estados Unidos, en los Mainstream Rock Tracks, donde alcanzó el puesto n.° 2 durante dos semanas.

## Canción
A pesar de que varias estaciones de radio reprodujeron una copia filtrada de «The Hand That Feeds» en febrero, la radio comenzó a reproducir oficialmente la canción el 14 de marzo de 2005. «The Hand That Feeds» fue lanzado a la venta tanto en iTunes y Napster el 22 de marzo de 2005. Tras su liberación, que encabezó la lista de iTunes, "Top 100 songs list".
Un video musical fue hecho para esta canción. Fue dirigido por Rob Sheridan y fue lanzado el 17 de marzo de 2005 en el sitio oficial de NIN. Un segundo video para esta canción fue dirigido por Ian Inaba, pero fue dejado de lado y nunca fue completado.
En abril de 2005 se actualizó la sección actual de nin.com que incluía un enlace a una multi-pista GarageBand de la canción. Este archivo permitía que cualquier persona con el programa Macintosh use GarageBand para remezclar la canción.
Nine Inch Nails debió de tocar esta canción en los MTV Movie Awards del 2005, pero se retiró debido a conflictos entre Trent Reznor y MTV sobre el plan de la banda para incorporar una imagen de George W. Bush en el concierto. Un anuncio hecho por Trent Reznor en el sitio web de NIN el 26 de mayo declaró lo siguiente:
```
"Nine Inch Nails no se presentará en los MTV Movie Awards como ya se había anunciado. Estábamos listos para llevar a cabo «The Hand That
Feeds» sin ser molestados, con una imagen de George W. Bush como telón de fondo. 
Al parecer, la imagen de nuestro presidente es tan ofensiva para MTV como lo es para mí.
¡Nos vemos en la gira de este otoño, cuando volveremos a tocar en Estados Unidos"
```

Al día siguiente, MTV dijo,
```
"Si bien respetamos el punto de vista de Nine Inch Nails, nos sentiriamos incómodos con su actuación construida en torno a una
declaración política partidista.
Cuando hablamos de nuestra incomodidad con la banda, su elección fue retirarse de la ceremonia de los Movie Awards"
```

Nine Inch Nails fue reemplazado por el grupo Foo Fighters en la ceremonia del 9 de junio.
Durante el concierto de la canción en el Foro de Inglewood el 9 de junio de 2008, una foto de George W. Bush se muestra detrás de la banda, y como la banda iba tocando poco a poco fue transformando en una foto de John McCain.
La canción fue nominada a "Mejor Interpretación de hard rock" de la 48° Anual de los premios Grammy en 2006.
Una de las entradas en el blog del sitio de nin durante la fase de grabación a principios del nuevo disco (en ese entonces Bleedthrough, ahora conocido como With Teeth) Trent Reznor declaró que siempre ha amado al grupo The Kinks Su influencia se puede sentir con fuerza en esta canción. El riff de la canción es una versión original de uno de los clásicos de The Kinks, «You Really Got Me».

## Video musical
El video musical para la canción fue dirigido por Rob Sheridan y Trent Reznor y debutó en el sitio web oficial de Nine Inch Nails. El video muestra a la banda en vivo, con Aaron North, Jeordie White, Jerome Dillon y Alessandro Cortini, interpretando la canción. El video muestra el uso de la técnica panorámica y exploración, lo que resulta en una distorsión de video como pixelización y entrelazado. 
El video causó un gran revuelo en toda la comunidad de NIN. Algunos no les gustaba la canción, mientras que otros ni siquiera estaban seguros de que este era el video oficial, ya que no parecía hecho para ellos. Todavía otros se apresuraron a señalar un cambio notable en el aspecto físico de Reznor.
Inicialmente, había planes para crear un video animado con GNN, la misma compañía que creó el video de Eminem, "Mosh". Los planes fueron desechados en algún momento durante la preproducción, después de una sinopsis de la trama y una hoja de casting se filtraron a internet, y porque el resultado final fue mal recibido por Reznor y Sheridan.